# 建设二路站
建设二路站位于中华人民共和国湖北省武汉市青山区红卫路街道，是武汉地铁5号线的地铁车站。

## 车站结构
建设二路站沿和平大道东西向设置于和平大道与建设二路交叉口。车站主体为地下两层单柱岛式站台车站，其中地下一层为站厅层，地下二层为站台层。车站总长232.6m，车站标准段外包宽度21.1m。采用明挖顺作法施工。车站共设置4个出入口，1个疏散口，3组风亭。

### 车站出口
|                                                 |      |      |  |
| 出口編號                                        | 設施 | 照片 |  |
| A                                               |      |      |  |
| B                                               |      |      |  |
| C                                               |      |      |  |
| D                                               |      |      |  |
| 注： 設有升降機 \| 設有輪椅升降台 \| 設有洗手間 |      |      |  |

## 鄰近地點
武商城市奥莱、武汉科技大学（青山校区）。

### 内部链接
- 武汉地铁车站列表